# Eyrenville
Eyrenville ist eine frühere französische Gemeinde mit zuletzt 219 Einwohnern (Stand 1968) im Département Dordogne in der Region Nouvelle-Aquitaine (vor 2016: Aquitanien).
Am 1. Januar 1973 schlossen sich die ehemaligen Gemeinden Falgueyrat, Mandacou und Eyrenville zur neu entstandenen Gemeinde Plaisance zusammen, wobei die früheren Gemeinden den Status einer Commune associée erhielten. Der Hauptort von Plaisance wurde dabei Eyrenville. Durch Beschluss nach dem Referendum vom 17. Januar 2010 wurde der Zusammenschluss in die Form einer einfachen Fusion der drei communes associées umgewandelt, bei der die früheren Gemeinden in Plaisance integriert wurden.

## Geographie
Eyrenville liegt ca. 20 km südsüdöstlich von Bergerac im Gebiet Bergeracois der historischen Provinz Périgord.

## Geschichte
Am Ende des Mittelalters, im 14. Jahrhundert, war Eyrenville Vasall des Erzpriestertums von Issigeac, das dem Bischof von Sarlat unterstand.

### Toponymie
Das Suffix „-ville“ weist auf die Existenz einer früheren Villa in gallorömischer Zeit hin, die vermutlich einem Airangus gehörte.
Toponyme und Erwähnungen von Eyrenville waren:
- Sancta Maria de Aurevilla (1153, Bulle von Papst Eugen III.),
- Eyrenvilla (1298, Gewohnheitsrecht von Issigeac, laut Schriftensammlung des Abbé de Lespine),
- Ayrenvilla (1340, Kollation von Papst Johannes XXII.),
- Eyrenville (1750, 1793 und 1801, Karte von Cassini, Notice Communale bzw. Bulletin des Lois).[4][5][6]

### Einwohnerentwicklung
Nach Beginn der Aufzeichnungen stieg die Einwohnerzahl bis zur ersten Hälfte des 19. Jahrhunderts auf einen Höchststand von rund 585. In der Folgezeit sank die Einwohnerzahl bei kurzen Erholungsphasen bis zur Auflösung der Gemeinde auf rund 220 Einwohner.
| Jahr      | 1962 | 1968 | 1975 | 1982 | 1990 | 1999 | 2006 | 2010 | 2022 |
| --------- | ---- | ---- | ---- | ---- | ---- | ---- | ---- | ---- | ---- |
| Einwohner | 224  | 219  | -    | -    | -    | -    | -    | -    | -    |

## Sehenswürdigkeiten

### PfarrkircheSainte-Marie-Madeleine
Die ältesten Elemente der Maria Magdalena geweihten Kirche datieren aus dem 12. Jahrhundert. Sie besitzt romanische und gotische Elemente. An allen Seiten des Altarraums sind Wappen der Seigneurs der Grèze zu sehen, die dieses Privileg seit dem 16. Jahrhundert besaßen. Im Laufe der Jahrhunderte erfuhr die Kirche mehrere Umbauten, insbesondere ihre Kuppel im 16. Jahrhundert und ihr Altarretabel im 18. Jahrhundert. Verschiedene Restaurierungen wurden am Ende des 19. Jahrhunderts durchgeführt. Kanzel und Glasfenster stammen aus dieser Zeit. Die Kanzel ist eine Gipsarbeit. Ihre Treppe ist mit Schwertlilien verziert, der Korb ist bildhauerisch mit Darstellungen der vier Evangelisten ausgestaltet. Der Altar ist ebenfalls aus Gips gefertigt und besitzt ein Flachrelief mit der Darstellung des letzten Abendmahls.

Pfarrkirche Sainte-Marie-Madeleine
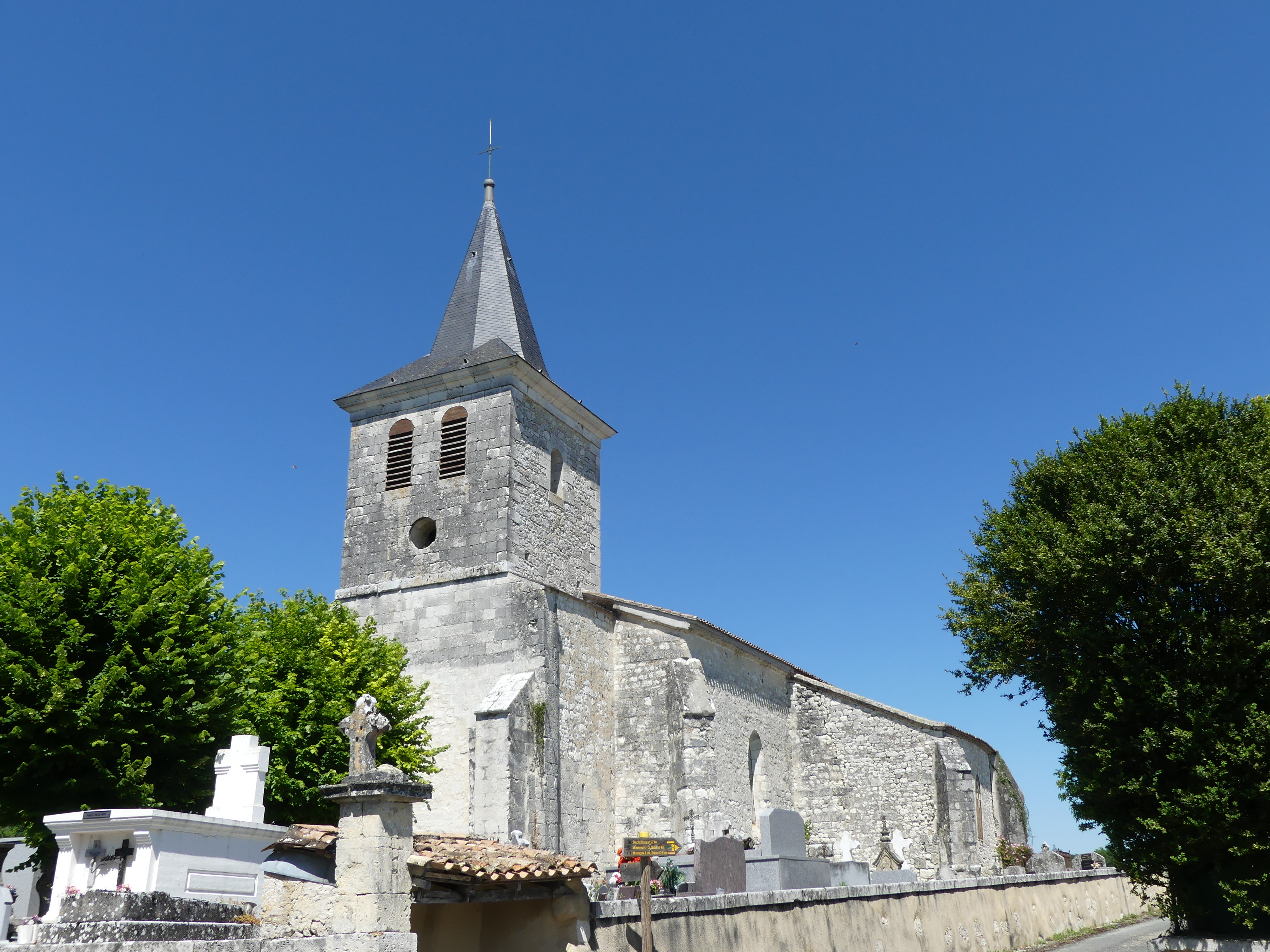
Westfassade
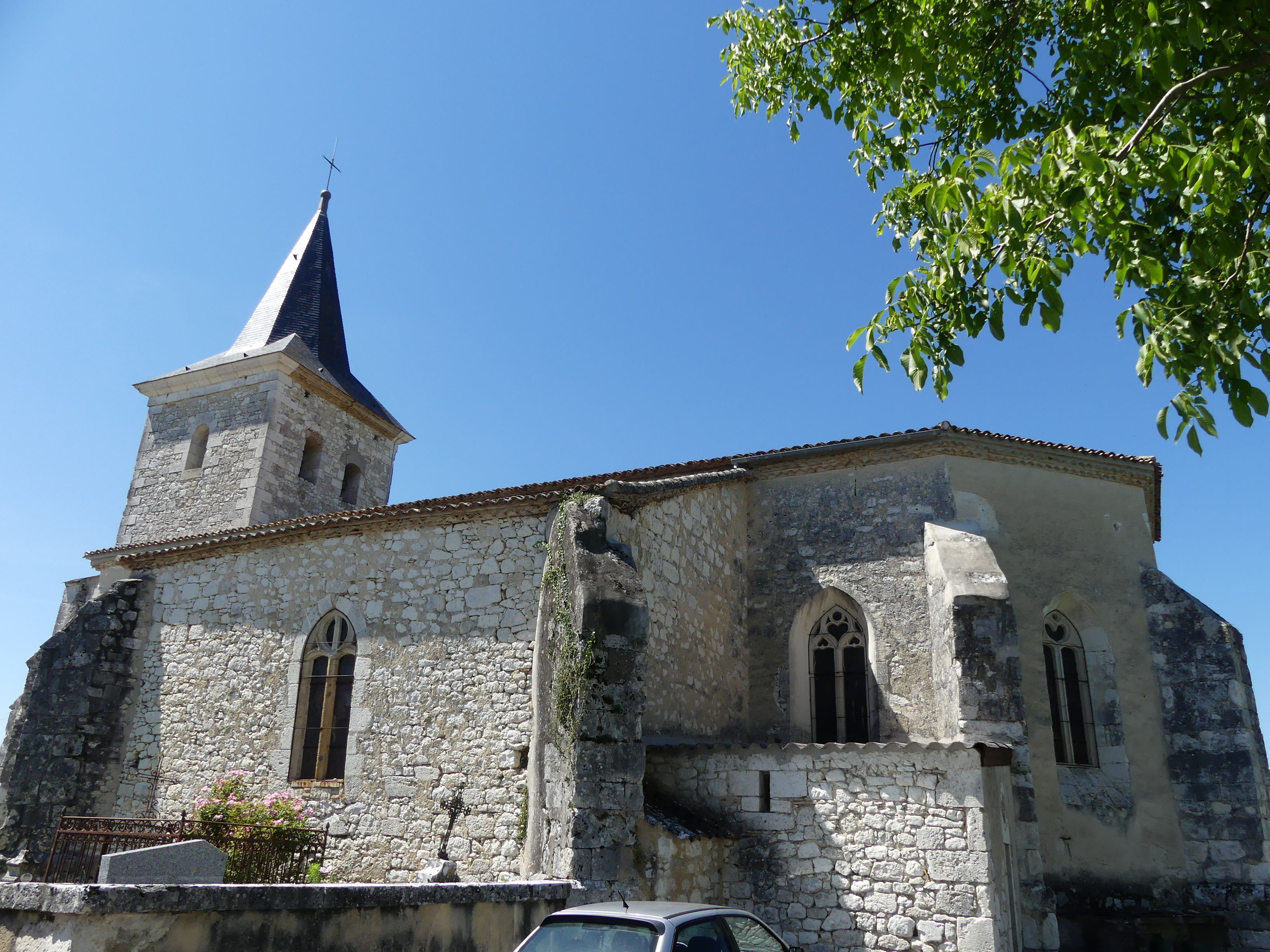
Südfassade
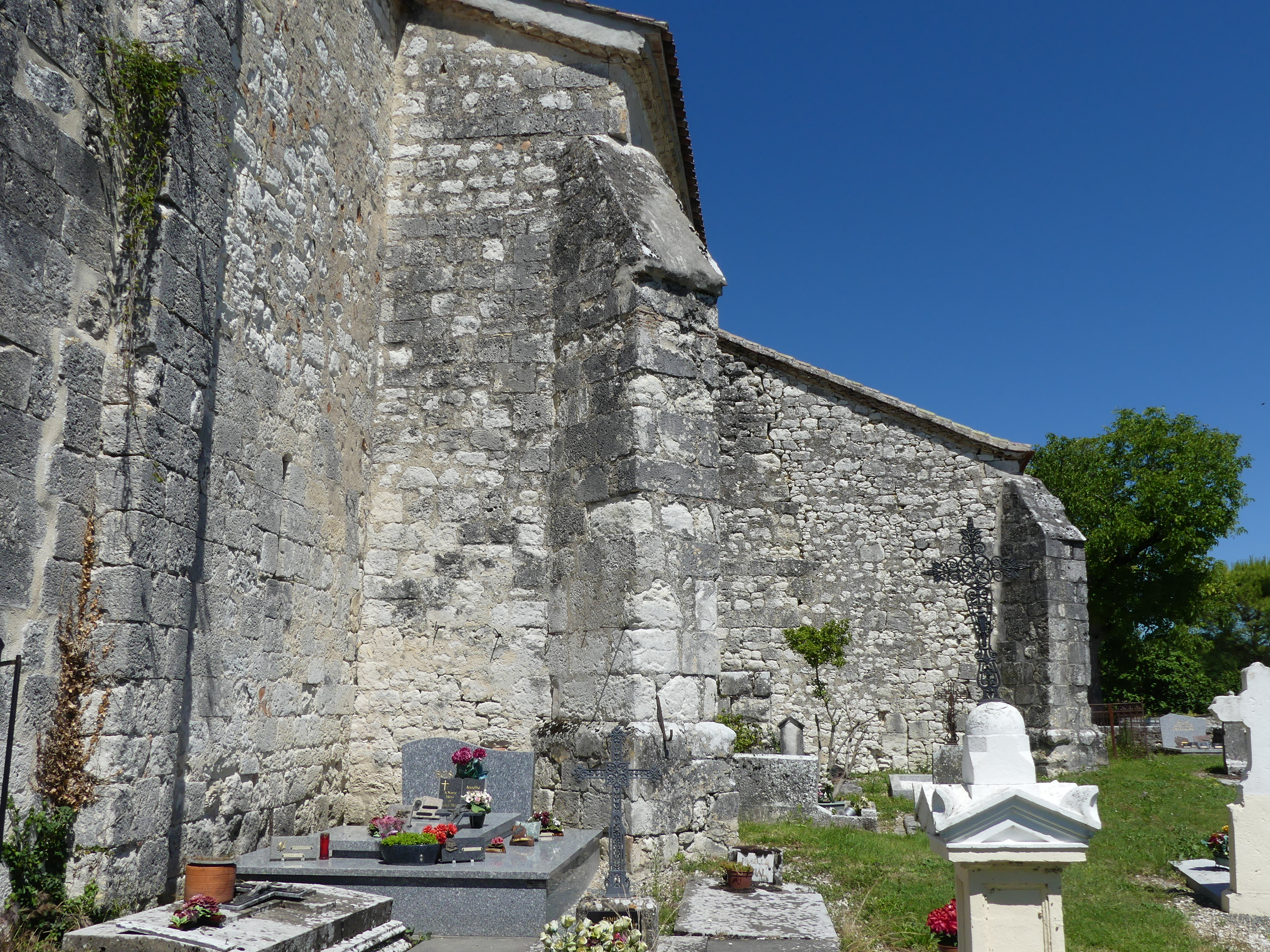
Strebepfeiler

### Schloss La Grèze

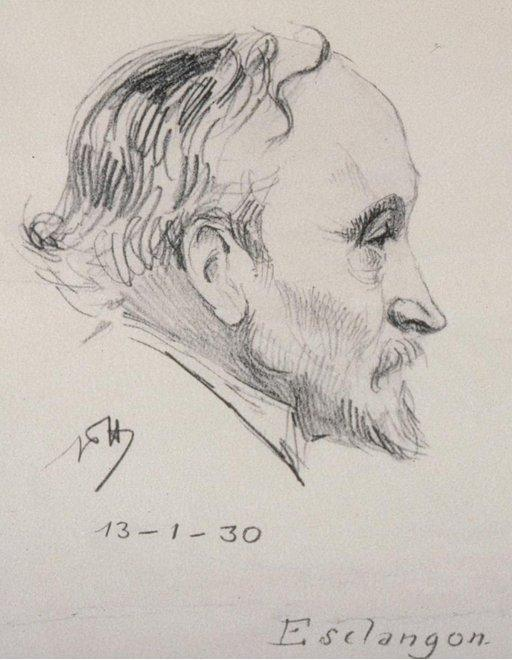
Ernest Esclangon, Porträt von Paul Helbronner

Westlich des Zentrums von Eyrenville befindet sich das Schloss auf einer Anhöhe über dem Tal der Banège. Es diente als Vorposten für Issigeac, der das kleine Tal überwachen sollte. Vom ursprünglichen Bauwerk ist nur eine Kapelle aus dem 15. Jahrhundert mit einem polygonalen Treppenturm übrig geblieben. Ein neuer Wohntrakt wurde im 17. Jahrhundert errichtet. Er besitzt zwei relativ schmale Seitenflügel mit hohen Mansarddächern. Die hintere Fassade zeigt Spuren von zwei niedrigen Seitenflügeln, die sich hinten an die Pavillons anschlossen, um einen Eingangshof zu bilden. Am südlichen Eingangsportal ist unter einem Spitzbogen eine Seitentür mit dem Wappen der Adelsfamilie Juge de la Grèze versehen. Ein polygonaler Taubenschlag gehört ebenfalls zur Schlossanlage, die sich in Privatbesitz befindet und nicht besichtigt werden kann.

### Schloss Foussal
Es handelt sich um ein Anwesen, das im 17. und im 19. Jahrhundert errichtet wurde und heute in ein Ferienhaus umgewandelt ist.

## Persönlichkeiten
- Ernest Esclangon, geboren am 17. März 1876 in Mison bei Sisteron (Département Alpes-de-Haute-Provence), gestorben am 28. Januar 1954 in Eyrenville, war französischer Astronom, Physiker und Mathematiker.

- Michel Jeury, geboren am 23. Januar 1934 in Razac-d’Eymet, gestorben am 9. Januar 2015 in Vaison-la-Romaine (Département Vaucluse), war ein französischer Science-Fiction-Autor. Den Roman Le temps incertain, der 1974 mit dem Grand Prix de l’Imaginaire ausgezeichnet wurde, hat der Schriftsteller zwei Jahre zuvor im Schloss La Grèze fertiggestellt.[9]